# 경북외국어대학교
경북외국어대학교(慶北外國語大學校)는 대한민국 대구광역시 북구에 있었던 사립 대학이었다. 각종 비리로 인하여, 2013년 자진 폐교되었다.

## 연혁
- 1996년 학교법인 강동학원 설립허가
- 1997년 대학설립계획 변경인가(학교법인 강동학원 → 학교법인 경북외국어대학교)
- 2004년 경북외국어대학교 설립인가
- 2005년 3월 1일 개교
- 2012년 : 교육과학기술부 선정 정부재정지원제한대학[1]
- 2013년 8월 31일 9년만에 폐교